# Celestus microblepharis
Celestus microblepharis је гмизавац из реда Squamata и фамилије Anguidae.

## Угроженост
Подаци о распрострањености ове врсте су недовољни.

## Распрострањење
Ареал врсте је ограничен на једну државу. 
Јамајка је једино познато природно станиште врсте.